# Карл Альмендінгер
Карл Альмендінгер (нім. Karl Allmendinger; нар. 3 лютого 1891, Абтсгмюнд — пом. 2 жовтня 1965, Елльванген, Баден-Вюртемберг) — німецький воєначальник часів Третього Рейху, генерал від інфантерії (1943) Вермахту. Кавалер Лицарського хреста з Дубовим листям (1942).

## Біографія
Учасник Першої світової війни. Після демобілізації армії залишений у рейхсвері. З 1 жовтня 1932 року — референт відділу військово-навчальних закладів Військового міністерства. 1 серпня 1934 року переведений у штаб 1-ї дивізії. 15 жовтня 1935 року очолив оперативний відділ 1-го військового округу. 12 жовтня 1937 року призначений командиром 35-го піхотного полку. З 10 листопада 1938 року — начальник 10-го відділу (наземні укріплення) Генштабу сухопутних військ.
З 15 жовтня 1939 року — начальник штабу 5-го армійського корпусу, з яким брав участь у Французькій кампанії. З 25 жовтня 1940 року — командир 5-ї піхотної дивізії (з листопада 1941 року — легка піхотна дивізія, потім — єгерська). Учасник німецько-радянської війни. Відзначився під час наступу під Москвою. З 5 січня 1943 року — начальник дивізійних навчальних курсів у Берліні. З 1 липня 1943 року — командир 5-го армійського корпусу, з яким бився на Кубані і в Криму. З 1 травня 1944 року — командувач 17-ю армією, яка з великими труднощами відбивала атаки більш чисельних радянських військ. 9 травня Альмендінгер був змушений здати Севастополь. До 12 травня, коли Кримська операція радянських військ завершилась, 17-та армія втратила майже 100 000 осіб (включаючи понад 61 000 полонених). 25 липня 1944 року зарахований у резерв ОКГ і до кінця війни не отримав призначення. 16 травня 1945 року взятий у полон американськими військами. 22 грудня 1947 року звільнений з полону і того ж дня офіційно звільнений у відставку.

## Нагороди
- Залізний хрест 2-го і 1-го класу
- Орден «За військові заслуги» (Вюртемберг), лицарський хрест
- Орден Фрідріха (Вюртемберг), лицарський хрест 2-го класу з мечами
- Хрест «За військові заслуги» (Австро-Угорщина) 3-го класу з військовою відзнакою
- Нагрудний знак «За поранення» в чорному
- Почесний хрест ветерана війни з мечами
- Медаль «За вислугу років у Вермахті» 4-го, 3-го, 2-го і 1-го класу (25 років)
- Застібка до Залізного хреста
  - 2-го класу (20 вересня 1939)
  - 1-го класу (21 травня 1940)
- Лицарський хрест Залізного хреста з дубовим листям
  - лицарський хрест (17 липня 1941)
  - дубове листя (№ 153; 13 грудня 1942)
- Медаль «За зимову кампанію на Сході 1941/42»
- Відзначений у Вермахтберіхт (9 жовтня 1942)
- Орден Хреста Свободи 1-го класу з мечами (Фінляндія; 29 березня 1943)
- Орден Михая Хороброго 3-го класу (Румунське королівство; 12 липня 1944)

Військова кар'єра
- 1 жовтня 1910 — фанен-юнкер
- 22 квітня 1911 — фенріх
- 27 січня 1913 — лейтенант
- 18 квітня 1916 — обер-лейтенант
- 1 січня 1923 — гауптман
- 1 лютого 1932 — майор
- 1 липня 1934 — оберст-лейтенант
- 1 серпня 1936 — оберст
- 1 серпня 1940 — генерал-майор
- 1 серпня 1942 — генерал-лейтенант
- 1 квітня 1943 — генерал від інфантерії